# Lotta libera
La lotta stile-libero (detta anche lotta libera) è uno dei due stili di lotta olimpica. A differenza della lotta greco-romana, nella lotta libera si possono eseguire tecniche di proiezione, atterramento o ribaltamento che prevedano azioni sulle gambe.

## Storia

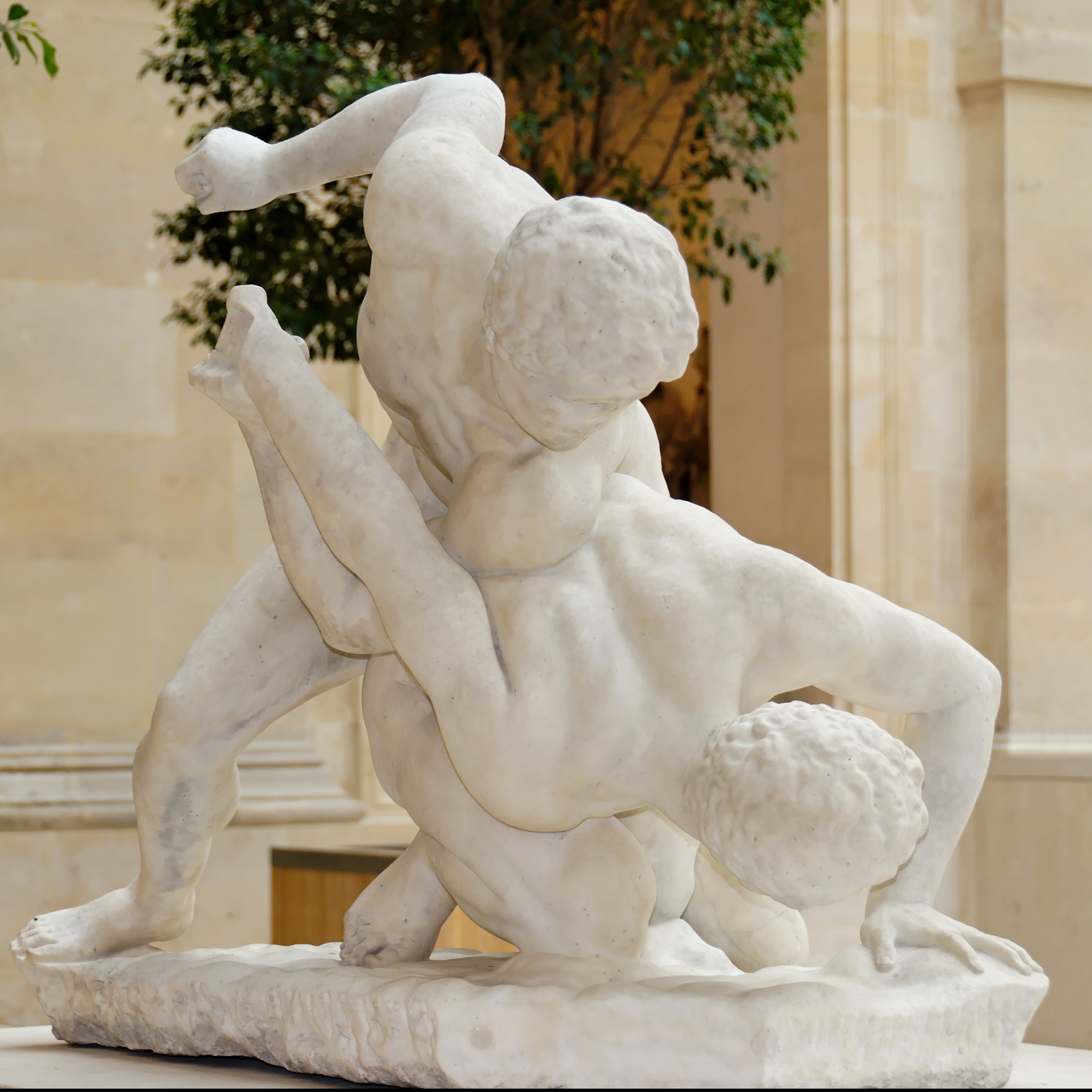
I lottatori - Louvre, copia moderna dell'originale romano, Philippe Magnier

Nell'antica Grecia la lotta era chiamata ortophale e costituiva la base per il pancrazio, il più cruento e allo stesso tempo il più spettacolare, combattimento totale senza regole, che prevedeva l'uso di qualsiasi parte del corpo come arma (come in un moderno scontro di valetudo), le regole erano ben poche, era vietato solamente mordere, colpire i genitali o accecare gli occhi, non erano rari però incontri dove le regole erano completamente assenti (soprattutto a Sparta).
Gli stili olimpici (la libera e la greco-romana) sono stati codificati nel 1900, prendendo spunto dagli stili "classici", ma adattandone e modificandone le regole. Il bagaglio tecnico della lotta libera "moderna" deriva dal catch-as-catch-can wrestling, brutale stile di combattimento di origini anglosassoni che prevede leve articolari, strangolamenti, sottomissioni (anche percussioni) e proiezioni senza alcun tipo di limitazione; nonostante i vincoli introdotti con le olimpiadi (assenza strangolamenti e sottomissioni volontarie), la lotta libera prevede diverse tecniche del catch-as-catch-can wrestling, al punto che alcune sottomissioni al suolo della disciplina inglese sono state "mascherate" in schienamenti, validi nel contesto olimpico.
La lotta stile libero è presente in 180 Paesi attraverso la United World Wrestling.

## Regole

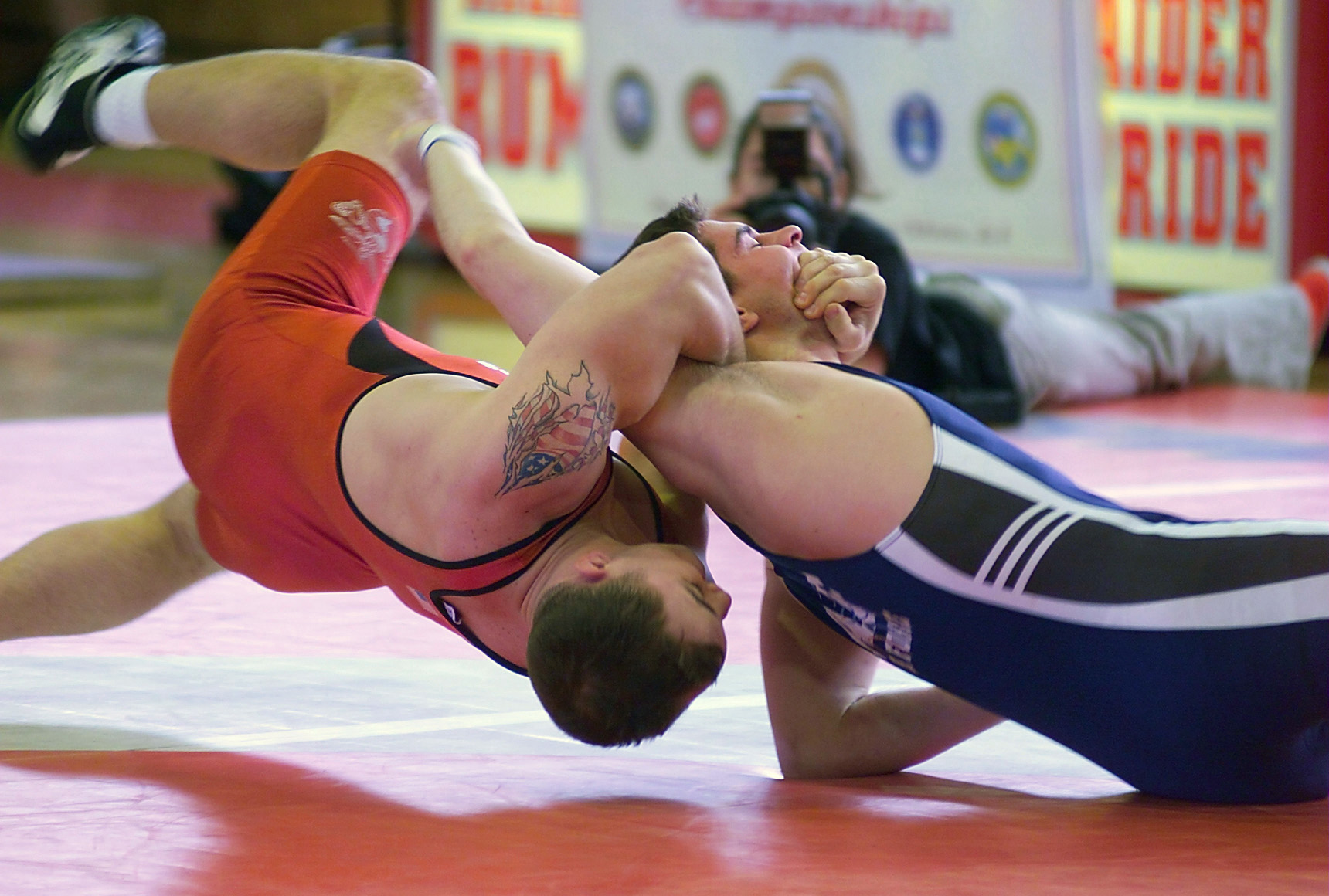
Due atleti delle forze armate statunitensi, uno proveniente dall'Air Force e uno dai Marine Corps, competono in un incontro di lotta libera.

La lotta stile libero è praticata da atleti di sesso sia maschile che femminile. Il combattimento, della durata di due round da 3 minuti l'uno, intervallati da 30 secondi di pausa, si svolge su un tappeto (chiamato materassina) delimitato da un cerchio rosso (detto zona) che limita l'area dove si svolge il combattimento.
L'obiettivo è quello di "schienare" l'avversario, proiettarlo con grande ampiezza oppure aggiudicarsi le due riprese. La schienata equivale ad una vittoria per finalizzazione, ed i contendenti per ottenerla tentano di eseguire diverse mosse (es. proiezioni, atterramenti, sbilanciamenti, controlli) alle quali vengono attribuiti dei punteggi che variano da 1 a 4 (per le proiezioni) secondo la difficoltà. In assenza dello schienamento, la vittoria viene assegnata ai punti.
Quando la differenza punti diventa uguale o superiore a 10, ci si aggiudica automaticamente l'incontro. Nel caso di parità con i due contendenti che hanno conquistato almeno un punto ciascuno, il vincitore è colui che ha conquistato l'ultimo punto. Se dopo due minuti dall'inizio della prima ripresa il punteggio è di 0 a 0 gli arbitri assegnano un punto al lottatore che a loro parere ha fatto più "azione", ovvero, ha cercato maggiormente di attaccare l'avversario.
Il combattimento è controllato da un arbitro di tappeto, e due giudici di gara che stanno al limite della materassina. Durante il combattimento i due avversari possono utilizzare una vasta gamma di tecniche di proiezione e atterramento utilizzando tutte le parti del corpo (dalla cintura in su le tecniche sono molto simili a quelle usate in greco romana, inoltre ci sono molte tecniche che prevedono la presa o l'utilizzo delle gambe). Una volta che l'avversario è stato portato a terra si possono utilizzare molte tecniche che servono per portare (nel caso che non lo sia già) l'avversario con le spalle a terra e far finire in questo modo l'incontro.
Il regolamento è entrato in vigore nel 2013 dopo la temporanea esclusione della disciplina dai giochi olimpici del 2020, la cui partecipazione è stata poi confermata.

## Le tecniche
Nella lotta libera confluiscono centinaia di tecniche di sbilanciamento, proiezione, atterramento e controllo derivate dai vari stili di lotta tradizionale ed internazionale (la lotta greco-romana ad esempio) presenti nell'intero globo. Non a caso sono nate diverse scuole con differenze tecnico tattiche marcate e facilmente distinguibili nel corso del combattimento. Quella russa-ex URSS è sicuramente la più efficace ed è caratterizzata da svariate proiezioni sfruttando le prese in clinch o comunque alla parte alta del corpo. Ad essa si contrappone quella statunitense che si basa sugli attacchi alle gambe vista la forte influenza dell'american folkstyle wrestling.
La lotta libera si svolge per la maggior parte del tempo in piedi ed in questo campo rappresenta lo stile più completo ed evoluto, grazie alla grande ricettività tecnica che la contraddistingue.

## Competizioni sportive
La lotta libera è uno stile olimpico, di conseguenza le Olimpiadi sono considerate le competizioni sportive più prestigiose, seguite dal campionato del mondo e dalla coppa del mondo. Sono presenti anche i campionati continentali, il campionato mondiale militari e numerosi tornei internazionali come i prestigiosi Golden Grand Prix. Nel 2014 sono stati programmati 81 eventi internazionali in tutto il mondo.

## Collegamenti con altre discipline
La lotta libera è la base di alcune discipline come nel caso del "beach wrestling", sport internazionale incluso nella United World Wrestling. Inoltre è uno degli stili fondamentali delle MMA grazie alle tecniche di proiezione, atterramento e controllo che consentono ai "wrestlers" di portare il combattimento nella distanza a loro più congeniale. La lotta stile libero rappresenta il "ponte" che unisce il combattimento in piedi con i colpi a quello a terra. Le MMA della United World Wrestling si identificano nel pancrazio. Un'altra disciplina strettamente legata alla lotta libera per via del catch as catch can wrestling è il grappling no-gi, anche se quest'ultimo è specializzato nella lotta a terra.
Numerosi atleti provenienti dalla lotta libera sono riusciti ad ottenere fama e gloria nelle arti marziali miste, già dai primi combattimenti "no rules" importati negli USA agli inizi degli anni novanta (vale tudo), vincendo ben 6 delle prime 12 edizioni dell'UFC (le uniche "no rules" insieme al pancrazio russo dell'epoca) e diventando i rappresentanti della disciplina con il maggior numero di vittorie in tale contesto; i lottatori olimpici furono invitati soltanto dalla quarta edizione. La maggior parte degli atleti che combattono nell'UFC provengono dagli Stati Uniti, nazione con una forte tradizione nella lotta che nel 2014 ha raggiunto il decimo posto nel campionato mondiale. La tecnica del "ground and pound" seppur presente nel pancrazio è stata riproposta da un liberista americano.
Nel campionato UFC, ritenuto il primo al mondo per quanto riguarda le MMA nel post-Pride, diversi atleti hanno un background di lotta libera.